# Kunstmuseum van Tartu
Het Kunstmuseum van Tartu is een kunstmuseum in de Estse plaats Tartu. Het museum staat ook bekend als Tartmus, sinds maart 2015. Het museum heeft een uitgebreide collectie van ongeveer 23.000 kunstwerken, bestaande uit schilderijen, tekeningen, grafisch werk, beeldhouwwerken en moderne kunstvormen zoals fotografie, videokunst, performance kunst, geluidskunst en installaties. De collectie omvat werken van kunstenaars uit Estland, Rusland en andere landen.

## Ontstaansgeschiedenis
Het museum is opgericht in 1940 en heeft zijn oorsprong in de kunstvereniging Pallas. De basis van de museumcollectie werd gelegd met 133 werken van kunstenaars van de Pallas kunstenaarsvereniging. De eerste tentoonstelling van deze werken werd georganiseerd in de kamers van de Pallas kunstschool in februari en maart 1940. Na een reeks veranderingen en uitdagingen, werd het museum uiteindelijk geopend op 17 november 1940. De naam van het museum is meerdere keren veranderd, maar sinds 2015 staat het bekend als het Kunstmuseum van Tartu. Het museum heeft een bewogen geschiedenis gekend. Tijdens de Tweede Wereldoorlog overleefde het museum ongeschonden ondanks de naderende oorlog, maar moest het verschillende keren van locatie veranderen vanwege politieke en maatschappelijke veranderingen. In de jaren 1950 en 1960 werden belangrijke restauraties uitgevoerd aan het gebouw, bekend als het "Scheve huis" vanwege het scheefstaan door de ongelijke ondergrond.

## Locatie
Het museum is gevestigd in het historische "Scheve huis" op het centrale plein in Tartu, bekend als Stadshuisplein 18. Het gebouw werd in 1793 gebouwd en heeft in de loop van de tijd verschillende functies gehad, waaronder een apotheek en een kunstschool. Het staat bekend om zijn scheve stand, veroorzaakt door de drassige ondergrond van Tartu. Het museum heeft echter met succes restauraties uitgevoerd om het verzakken te stoppen.